# Элор, Эмит
Эмит (Амит) Элор (англ. Amit Elor; род. 1 января 2004, Калифорния, США) — американская спортсменка, борец вольного стиля. Двукратная чемпионка мира, чемпионка Олимпийских игр 2024 года.

## Биография
Эмит родилась в США в семье иммигрантов из Израиля. Начала заниматься борьбой в 10 лет, когда училась в школе «Pleasant Hill» в Калифорнии.

## Спортивная карьера
Эмит победительница множеств школьных и межрегиональных турниров в США. В 2019 году она впервые отобралась в качестве члена сборной США на первенство мира в Болгарии, где она выиграла бронзовую медаль. В 2021 году приняла участие на первенстве мира среди кадетов в Венгрии, который прошёл в июле, где она выиграла всех соперниц досрочно, спустя месяц она победила уже на первенстве мира среди юниоров (до 20 лет) в Уфе, без особых усилий расправившись в финале с россиянкой Елизаветой Петляковой в весовой категории до 68 кг. Спустя год она снова приняла участие на первенстве мира среди юниоров в Болгарии, где так же одолела всех соперниц досрочно, не отдав ни одного очка, через менее месяца она дебютировала на своем первом взрослом чемпионата мира в Сербии, дойдя до полуфинала она впервые отдала 2 балла японке Фуруити Масако, но смогла переломить ход поединка и одержать победу над чемпионкой мира со счётом 3-2. В октябре 2022 она выиграла чемпионат мира до 23 лет в Испании, одолев всех оппонентов досрочно. В декабре 2022 года финишировала 4-й на местном кубке мира в качестве члена сборной в командном зачёте. В мае 2023 года выиграла Панамериканский чемпионат в Аргентине. В августе 2023 снова выиграла первенство мира среди юниоров в Иордании. В сентябре  2023 года во второй раз выиграла чемпионат мира в весе до 72 кг. В октябре 2023 года стала первой на первенстве мира до 23 лет в Тиране (Албания). В августе 2024 года На летних Олимпийских играх 2024 года в Париже, в весовой категории до 68 кг стала олимпийской чемпионкой. В финальной схватке поборола спортсменку из Киргизии Мээрим Жуманазарову.

## Спортивные достижения
- 2022, 2023 Чемпионат мира — ;
- 2022, 2023 Чемпионат мира до 23 лет — ;
- 2021, 2022, 2023 Первенство мира среди юниоров — ;
- 2023 Панамериканский чемпионат — ;
- 2024 Олимпийские игры  — ;